# Escorxador municipal (Tàrrega)
L'Escorxador municipal és un edifici de Tàrrega (Urgell) inclòs a l'Inventari del Patrimoni Arquitectònic de Catalunya.

## Descripció
Edifici d'una sola planta on la part central de la nau principal s'eleva per damunt de la teulada formant un segon cos, més petit. La seva planta és quadrada formada per quatre murs de poca alçada a base de maons arrebossats on a cada façana s'obren diverses obertures rectangulars.
La part inferior dels murs és resseguida per un sòcol el qual està fet amb petites rajoles de pedra de forma octogonal. La coberta és plana, volàtil i de poc gruix.
El cos que es crea a la part central de la nau principal també és cobert amb una teulada totalment plana, però en aquest cas encara conserva les teules. En aquest petit cos s'aprecien més obertures rectangulars que s'obren en el mur. Cada una d'elles està separada per un registre vertical sobresortint.